# Липівка (Воронезька область)
Липівка (рос. Липовка) — село у Бобровському районі Воронезької області Російської Федерації.
Населення становить 661 особу. Входить до складу муніципального утворення Липовське сільське поселення.

## Історія
Населений пункт розташований у межах українського історико-культурного регіону Східної Слобожанщини. Від 1928 року належить до Бобровського району, спочатку в складі Центрально-Чорноземної області, а від 1934 року — Воронезької області.
Згідно із законом від 15 жовтня 2004 року входить до складу муніципального утворення Липовське сільське поселення.

## Населення
| 2000 | 2005  | 2010 | 2012 | 2013 | 2014 | 2015 |
| ---- | ----- | ---- | ---- | ---- | ---- | ---- |
| 1213 | ↘1083 | ↘803 | ↘786 | ↘737 | ↘682 | ↗692 |
| 2016 | 2017  | 2018 |      |      |      |      |
| ↗696 | ↗703  | ↘661 |      |      |      |      |